# Мемелсдорф
Мемелсдорф (њем. Memmelsdorf) општина је у њемачкој савезној држави Баварска. Једно је од 36 општинских средишта округа Бамберг. Према процјени из 2010. у општини је живјело 8.959 становника. Посједује регионалну шифру (AGS) 9471159.

## Географски и демографски подаци
Мемелсдорф се налази у савезној држави Баварска у округу Бамберг. Општина се налази на надморској висини од 262 метра. Површина општине износи 26,2 km². У самом мјесту је, према процјени из 2010. године, живјело 8.959 становника. Просјечна густина становништва износи 341 становника/km².